# Havârna
Havârna es una comuna y pueblo de Rumania ubicada en el distrito de Botoșani.

## Demografía
Según el censo de 2011, tiene 4569 habitantes, mientras que en el censo de 2002 tenía 5100 habitantes. La mayoría de la población es de etnia rumana (97,39 %).
La mayoría de los habitantes son cristianos de la Iglesia Ortodoxa Rumana (87,8 %), con minorías de baptistas (4,74 %), testigos de Jehová (2,1 %) y adventistas del Séptimo Día (1,53 %).
En la comuna hay seis pueblos (población en 2011):
- Havârna (pueblo), 2823 habitantes;
- Balinți, 396 habitantes;
- Galbeni, 92 habitantes;
- Gârbeni, 420 habitantes;
- Niculcea, 41 habitantes;
- Tătărășeni, 797 habitantes.

## Geografía
Se ubica sobre la carretera 293, unos 20 km al noreste de Dorohoi.